# モンタガーノ
モンタガーノ（イタリア語: Montagano）は、イタリア共和国モリーゼ州カンポバッソ県にある、人口約1,100人の基礎自治体（コムーネ）。

## 地理

### 位置・広がり

#### 隣接コムーネ
隣接するコムーネは以下の通り。
- リモザーノ
- マトリーチェ
- ペトレッラ・ティフェルニーナ
- リパリモザーニ